# カリン・ドール
カリン・ドール（Karin Dor, 本名：Kätherose Derr, 1938年2月22日 -  2017年11月6日）は、ドイツの女優。映画・007シリーズで、唯一のドイツ人ボンドガールとして知られた。

## 経歴
ヘッセン州のヴィースバーデンに生まれる。1954年にオーストリアの映画監督ハラルト・ラインルと結婚し（1968年に離婚）、『命ある限り』などの同監督の作品や西ドイツ製西部劇などに出演する。
代表作にクリストファー・リー主演の『怪人フー・マンチュー』、西部劇『怪人マブゼ博士』がある。
日本ロケが行われ、浜美枝、丹波哲郎、若林映子なども出演した『007は二度死ぬ』（1967年）では、悪役ボンドガールのナンバー11（ヘルガ役）を演じ、肉感のある大柄美女として知られるようになる。他にもアルフレッド・ヒッチコック監督の『トパーズ』（1969年）に出演し、国際的にもその名が知られるようになる。1988年、ドイツ出身のスタント監督ジョージ・ロボサムと結婚してロサンゼルスとミュンヘンで暮らすが、2007年には死別する。

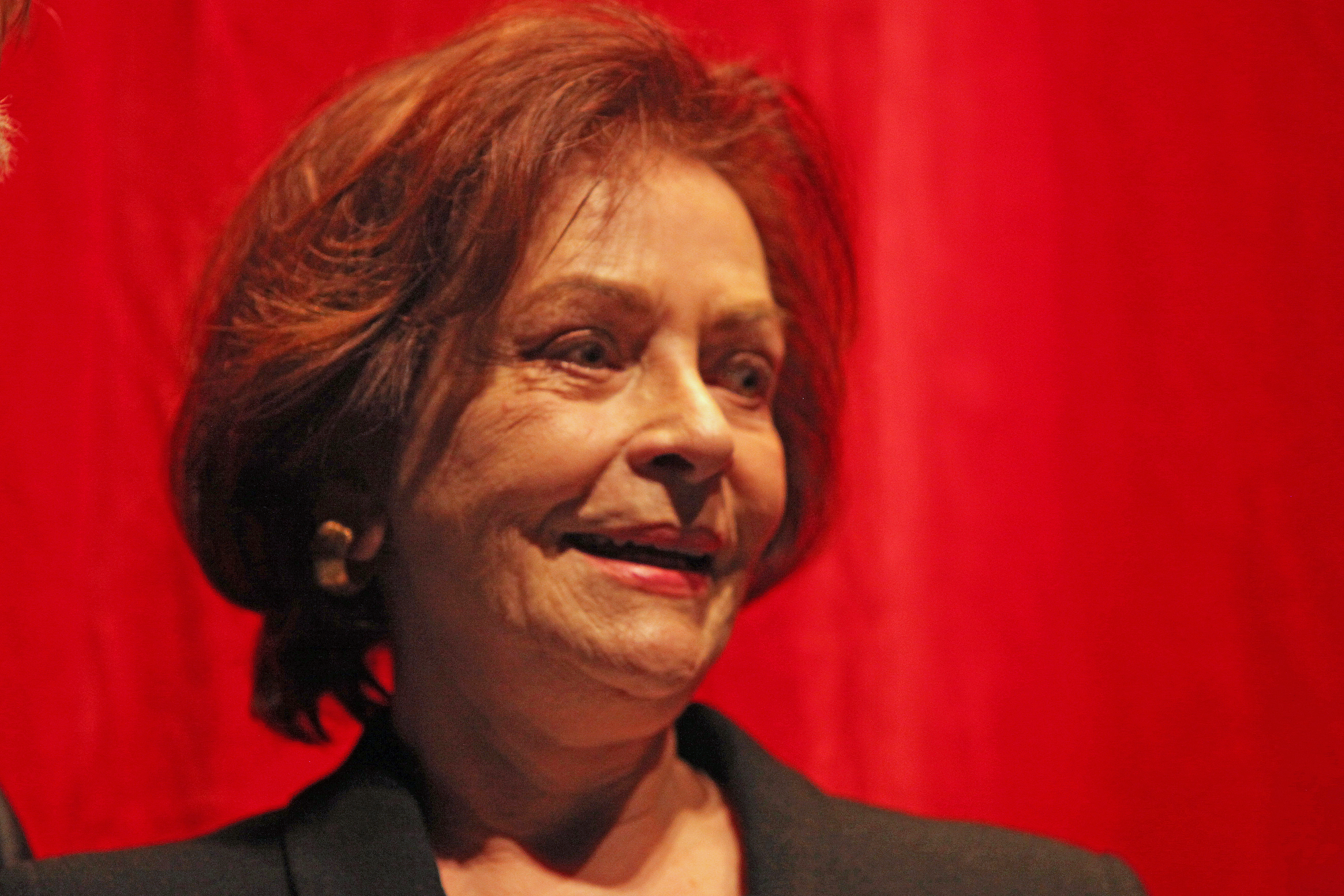
2015年の第65回ベルリン国際映画祭にて

マルガレーテ・フォン・トロッタ監督の映画『もうひとりの女』（2006年）、そして『生きうつしのプリマ』（2015年）に出演し、同作が最後の映画出演になった。

## 主な出演作品
- 命ある限り　Solange du lebst （1955年）
- 誰も教えてくれない　Worüber man nicht spricht （1958年）
- 怪人マブゼ博士・姿なき恐怖　Die Unsichtbaren Krallen des Dr. Mabuse （1961年）
- シルバーレークの待ち伏せ　Der Schatz im Silbersee （1962年）
- 大酋長ウィネットー　Winnetou - 2. Teil （1964年）
- 私は彼女をよく知っていた Io la conoscevo bene （1965年）
- 夕陽のモヒカン族　Der Letzte Mohikaner （1965年）
- 怪人フー・マンチュー The Face of Fu Manchu （1965年）
- アッパーセブン 神出鬼没　Der Mann mit den 1000 Masken （1966年）
- 大虐殺　Die Nibelungen - Teil I - Siegfried （1966年）
  - 叙事詩『ニーベルンゲンの歌』の映画化。
  - 共演（ジークフリート役）は1964年東京オリンピックハンマー投げ銅メダリストのウーベ・バイヤー。
- ドラキュラの生贄　Die Schlangengrube und das Pendel （1967年）
- 007は二度死ぬ　You Only Live Twice （1967年）
- スパイのライセンス It Takes a Thief （1969年）
- トパーズ - Topaz (1969)
- 鬼警部アイアンサイド Ironside （1970年）
- FBIアメリカ連邦警察 The F.B.I. （1970年）
- ヴィナーワルツ 激しくも愛に燃えて…　Johann Strauß – der ungekrönte König （1987年）
- もうひとりの女　Ich bin die Andere （2006年）
- 生きうつしのプリマ Die abhandene Welt （2015年）